# 1935年逝世人物列表
1935年逝世人物列表：1月 - 2月 - 3月 - 4月 - 5月 - 6月 - 7月 - 8月 - 9月 - 10月 - 11月 - 12月
下面是1935年逝世的知名人士列表。

## 1月

### 日期不詳
- 約瑟夫·比亞維尼亞·喬沃德茨基，波蘭歷史學家

### 10日
- 特迪·弗拉克，澳大利亞奧運運動員[1]

### 16日
- 馬·巴克，美國罪犯[2]

### 19日
- 勞埃德·漢密爾頓，美國演員[3]

### 24日
- 康斯坦丁·杜米特雷斯库，羅馬尼亞將軍
- 湯瑪斯·史蒂文斯，英國自行車手

### 28日
- 米哈伊尔·伊波利托夫-伊凡诺夫，俄羅斯作曲家[4]

## 2月

### 3日
- 胡戈·容克斯，德國實業家和飛機設計師

### 7日
- 赫伯特·龐廷，英國攝影師和探險家[5]

### 8日
- 马克思·利伯曼，德國畫家

### 13日
- 阿里·本·侯赛因，前漢志國王和麥加大謝里夫

### 25日
- 格哈德·路易士·德吉爾，瑞典第17任首相

### 26日
- 利博里烏斯·裡特·馮·弗蘭克，奧匈帝國將軍

### 28日
- 奇基尼亞·岡薩加，巴西作曲家[6]

## 3月

### 6日
- 小奧利弗·溫德爾·福爾摩斯，美國最高法院大法官
- 馬克斯·侯薩雷克·馮·海因萊因男爵，奧地利前總理

### 7日
- 列昂尼德·費奧多羅夫，蘇聯東正教神父和聖人

### 15日
- 約翰·拉姆施泰特，瑞典第9任首相

### 16日
- 約翰·麥克勞德，蘇格蘭出生的醫生和生理學家，諾貝爾獎獲得者[7]

### 22日
- 亞歷山大·莫伊修，阿爾巴尼亞演員[8]

### 23日
- 弗洛倫斯·摩爾，美國女演員

### 24日
- 瑪麗亞·卡爾沃夫斯卡，波蘭羅馬天主教宗教人士

### 29日
- 愛德華·阿爾伯特·夏普-謝弗，英國生理學家，內分泌學先驅

## 4月

### 2日
- 本尼·莫滕，美國爵士鋼琴家[9]

### 5日
- 羅勒·尚普尼斯，英國建築師

### 6日
- 埃德温·阿灵顿·罗宾逊，美國詩人[10]

### 8日
- 阿道夫·奧克斯，美國報紙出版商

### 14日
- 埃米·纳脱，德國數學家[11]

### 15日
- 安娜·安徹，丹麥畫家[12]

### 16日
- 帕奈特·伊斯特拉蒂，羅馬尼亞作家[13]

### 20日
- 露西，達夫-戈登，英國時裝設計師

### 24日
- 阿納斯塔西奧斯·帕普拉斯，希臘將軍

## 5月

### 1日
- 安特羅·魯賓，西班牙將軍、政治家

### 4日
- 朱尼尔·德金，美國演員[14]

### 12日
- 约瑟夫·毕苏斯基，波蘭政治家，兩屆波蘭總理

### 14日
- 马格努斯·赫希菲尔德，德國性研究者，同性戀權利宣導者[15]

### 15日
- 卡齊米爾·馬列維奇，波蘭-俄羅斯畫家，藝術理論家[16]

### 17日
- 保罗·杜卡斯，法國作曲家[17]
- 安東尼婭·梅西納，義大利羅馬天主教平信徒，殉道者和祝福者[18][19]

### 19日
- 托马斯·爱德华·劳伦斯，英國士兵、外交官和作家[20]

### 21日
- 珍·亞當斯，美國社會工作者，諾貝爾和平獎獲得者
- 胡戈·德弗里斯，荷蘭植物學家和遺傳學家[21]

### 29日
- 約瑟夫·蘇克，捷克作曲家和小提琴家[22]

## 6月

### 5日
- 亞歷山大·馮·林辛根，德國將軍

### 6日
- 第一代維米子爵朱利安·賓，英國將軍，加拿大第1任總督
- 小喬治·格羅斯史密斯，英國演員

### 15日
- 法蘭西斯·澤維爾·摩根（西班牙语：Francis Xavier Morgan），英國天主教神父，作家J·R·R·托爾金的監護人。

### 18日
- 瞿秋白，中國作家、翻譯家、詩人，中国共产党主要領導之一

### 23日
- Birdie Blye，美國鋼琴家[23]

### 24日
- 卡洛斯·葛戴爾，阿根廷探戈詞曲作者[24]

## 7月

### 1日
- 亞瑟·阿爾茲·馮·施特勞森堡，奧匈帝國將軍

### 3日
- 安德烈·雪铁龙，法國汽車先驅[25]

### 9日
- 丹尼爾·愛德華·霍華德，利比里亞第16任總統[26]

### 12日
- 阿尔弗雷德·德雷福斯，法國軍官，涉及德雷福斯事件[27]

### 15日
- 彼得·科特·范德林登，荷蘭政治家

### 16日
- 鄭正秋，中國電影事業開拓者。

### 17日
- 庫喬·路易斯，大西洋奴隸貿易的最後一艘船克洛蒂爾達的最後一名倖存的男性受害者[28]
- 詹姆斯·摩尔，英國首屆自行車賽冠軍
- 喬治·威廉·羅素，愛爾蘭民族主義者、詩人和藝術家[29]
- 丹尼爾·薩拉曼卡·尤里，玻利維亞第33任總統
- 聶耳，中国音樂家，取道日本渡假，於游泳時遇溺身亡。[30]

### 22日
- 蘿拉·約翰斯，美國女權主義者、記者

### 28日
- 君士坦丁堡的梅萊提烏斯四世，亞歷山大的希臘牧首

### 31日
- 古斯塔夫·林登塔爾，捷克土木工程師和橋樑設計師

## 8月

### 12日
- 加雷斯·琼斯，威爾士記者

### 14日
- 萊昂斯·佩雷，法國電影演員和製片人[31]

### 15日
- 保罗·西涅克，法國畫家[32]
- 威利·波斯特，美國飛行員
- 威爾·羅傑斯，美國幽默家和演員[33]

### 17日
- 夏洛特·珀金斯·吉爾曼，美國女權主義者和作家[34]

### 20日
- 伊迪絲·羅伯茨，美國女演員

### 21日
- 約翰·哈特利，英國網球運動員，溫布爾登網球公開賽雙冠王

### 22日
- 弗朗茨·喬丹，比利時建築師
- 帕夫洛斯·孔圖裡奧蒂斯，希臘海軍上將，希臘第一任總統

### 25日
- 麥克·斯溫，美國演員[35]

### 27日
- 柴爾德·哈薩克畫家[36]

### 29日
- 比利時王后阿斯特麗德

### 30日
- 亨利·巴布斯，法國小說家和記者[37]

## 9月

### 8日
- 床次竹二郎，日本政治家、內政大臣、鐵道大臣和交通大臣
- 卡爾·韋斯，美國醫生和殺害休伊·朗的兇手

### 10日
- 休伊·皮尔斯·朗，美國政治家（2天前被暗殺）

### 19日
- 儒勒·康邦，法國外交官
- 康斯坦丁·齐奥尔科夫斯基，俄羅斯火箭科學家[38]

### 23日
- 德沃爾夫·霍珀，美國演員、喜劇演員

### 28日
- 威廉·肯尼迪·迪克森，蘇格蘭發明家、電影先驅和電影導演[39]

## 10月

### 1日
- Grigore C. Crăiniceanu，羅馬尼亞將軍和政治家

### 19日
- 瑪麗亞·塞德斯基爾德，瑞典記者和女權活動家

### 20日
- 阿瑟·亨德森，蘇格蘭政治家，諾貝爾和平獎獲得者

### 22日
- 卡森男爵愛德華·卡森，愛爾蘭律師和政治家

### 23日
- 查尔斯·德穆斯，美國藝術家[40]

## 11月

### 2日
- 喬克·卡梅隆，南非板球運動員

### 6日
- 亨利·費爾菲爾德·奧斯本，美國地質學家、古生物學家和優生學家[41]

### 7日
- 查理斯·德巴斯，黎巴嫩第一任總統和第五任總理

### 8日
- 查尔斯·金斯福德·史密斯，澳大利亞飛行員

### 20日
- 第一代傑利科伯爵約翰·傑利科，英國海軍上將

### 21日
- 艾格尼絲·波克爾斯，德國化學家[42]

### 25日
- 伊亚苏五世，被廢黜的皇帝

### 28日
- 埃裡希·馮·霍恩博斯特爾，奧地利音樂學家[43]

### 30日
- 費爾南多·佩索阿，葡萄牙作家[44]

## 12月

### 1日
- 伯恩哈德·施密特，愛沙尼亞配鏡師和發明家[45]

### 2日
- 詹姆斯·亨利·布雷斯特德，美國埃及學家

### 3日
- 維多利亞公主，愛德華七世國王的女兒，喬治五世國王的妹妹

### 4日
- 約翰·哈沃森，挪威作曲家[46]
- 查理斯·里歇，法國生理學家，諾貝爾獎獲得者[47]

### 13日
- 维克多·格林尼亚，法國化學家，諾貝爾獎獲得者[48]

### 16日
- 塞爾瑪·托德，美國女演員

### 17日
- 胡安·比森特·戈麦斯，委內瑞拉軍事獨裁者，3次委內瑞拉總統

### 21日
- 库尔特·图霍尔斯基，德國記者和諷刺作家[49]

### 24日
- 阿爾班·伯格，奧地利作曲家[50]

### 29日
- 福提奧斯二世，君士坦丁堡普世牧首